# 니푼 아크테르
니푼 아크테르(벵골어: নিপুণ আক্তার, 1984년 6월 9일 ~ )는 방글라데시의 배우, 모델이다. 방글라데시 국립 영화상 여우조연상 2회(2007, 09) 수상자이다.